# 津﨑兼彰
津﨑 兼彰（つざき かねあき、1955年 - ） は、日本の材料工学者。専門は材料強度学、鉄鋼材料。九州大学名誉教授。

## 人物・経歴
鹿児島県に生まれる。1973年福岡県立修猷館高等学校を経て、京都大学工学部金属加工学科を卒業。1982年同大学院工学研究科博士課程を修了。
1983年米国マサチューセッツ工科大学博士研究員を経て、1986年京都大学工学部助手となり、 1990年同助教授、1995年同大学院工学研究科助教授。
1997年金属材料技術研究所（物質・材料研究機構の前身）ユニット･リーダー、2001年物質・材料研究機構サブグループ・リーダー、2002年同超鉄鋼研究センター副センター長を経て、2006年同新構造材料センター・センター長に就任。2011年同元素戦略センター・センター長となる。この間、2007年筑波大学大学院数理物質科学研究科教授も務めている。 
2013年九州大学大学院工学研究院教授に就任。2020年物質・材料研究機構構造材料研究拠点フェローとなる。京都大学構造材料元素戦略研究拠点教授も併任する。